# Thibaut Jacquinot
Pour les articles homonymes, voir Jacquinot.
Thibaut Jacquinot, né à Vesoul, dans la Haute-Saône, est un speedcuber français. Il a détenu le record du monde du speedcubing. En mai 2007, il mit seulement 9,86 secondes à résoudre un Rubik's Cube. Il a été détrôné en 2008 par Édouard Chambon.
Il détenait le record du monde à une main (one handed) en 15,81 secondes avant d'être battu par Ryan Patricio (14,80 secondes) au San Diego Open 2008

## Championnats de France
Il a participé à 4 championnats de France sous 4 catégories (Rubik's cube 2x2x2, 3x3x3, 4x4x4 et 3x3x3 avec une seule main) et obtenu 8 médailles: 4 en or, 2 en argent et 2 en bronze.
- 2x2x2: médaillé de bronze en 2008
- 3x3x3: médaillé d'or en 2006; médaillé de bronze en 2008; médaillé de bronze en 2011
- 4x4x4: médaillé de bronze en 2006; médaillé d'argent en 2008
- 3x3x3 une main : médaillé d'or en 2007; médaillé d'or en 2008; médaillé d'or en 2009; médaillé d'argent en 2011
- 5x5x5 : médaillé de bronze en 2011